# Czerwona pajęczyna
Czerwona pajęczyna – pejoratywne określenie sieci byłych członków nomenklatury komunistycznej zaangażowanych w działalność gospodarczą w III RP.
Termin sugeruje istnienie oplatającej polską gospodarkę sieci powiązanych wzajemnie dawnych działaczy komunistycznych uwłaszczających się od połowy lat 80. XX wieku na majątku państwowym. Pojawił się dyskursie medialnym po publikacji artykułu w gazecie codziennej „Życie Warszawy” podczas kampanii prezydenckiej 1995 roku. Zadomowił się on następnie w języku prawicowych mediów jako synonim niejasnej, a domyślnie niemającej w pełni legalnych podstaw, działalności biznesowej wpływowych polityków SLD i osób z nimi powiązanych.

## Sprawa udziałowców „Polisy”
Dziennikarze „Życia Warszawy” ujawnili w szczególności, że żona ówczesnego premiera Józefa Oleksego oraz małżonka lidera SLD, kandydata na prezydenta Aleksandra Kwaśniewskiego, są akcjonariuszkami Towarzystwa Ubezpieczeniowo-Reasekuracyjnego „Polisa SA”. Obok nich udziałowcami „Polisy” były także instytucje gospodarujące środkami publicznymi: Agencja Rozwoju Gospodarczego, powołana przez Lesława Podkańskiego, Agencja Własności Rolnej Skarbu Państwa, Państwowy Fundusz Rehabilitacji Osób Niepełnosprawnych. Głównym udziałowcem „Polisy” była Spółdzielcza Korporacja „Wspólnota Pracy”, utworzona na bazie rozwiązanego Centralnego Związku Spółdzielczości Pracy, a także Bank Inicjatyw Gospodarczych oraz spółki mu podlegające. „Życie Warszawy” sugerowało również powiązania akcjonariuszy „Polisy” z osobami odpowiedzialnymi za aferę FOZZ.
Posiadanie akcji „Polisy” przez Jolantę Kwaśniewską i Marię Oleksy stało się jednym ze znaczących elementów kampanii wyborczej. Wątpliwości wzbudził udział żon wpływowych polityków w przedsięwzięciu, które angażowało publiczne pieniądze. Krytykowano fakt, iż wielu udziałowców to PRL-owscy prominenci oraz to, że lewicowy kandydat na prezydenta nie umieścił informacji o akcjach „Polisy” w swej poselskiej deklaracji majątkowej.
Tomasz Wołek, ówczesny redaktor naczelny Życia Warszawy, pisał: „Na pierwszy ogień pójdą media, potem firmy państwowe i prywatne – czerwona pajęczyna rozsnuje swoją sieć. Skończyły się żarty”.

## Sprawa genezy BIG Banku
Tropienie zaangażowania byłych członków PZPR w strukturach gospodarczych III Rzeczypospolitej po 1995 kontynuowali w szczególności dziennikarze dziennika „Życie”, kierowanego także przez Tomasza Wołka. Wśród bardziej znanych elementów sieci powiązań nazywanych przez prawicowych publicystów „czerwoną pajęczyną”, które zostały opisane na łamach gazety przez jej dziennikarzy śledczych była sprawa genezy Banku Inicjatyw Gospodarczych SA.